# قطار شهری زارلاند
قطار شهری زارلاند (آلمانی: Saarbahn) سیستم قطار سبک شهری در زارلاند، آلمان است.
این قطار شهری که در سال ۱۹۹۷ پایه‌گذاری شده دارای ۱ خط، ۴۳ ایستگاه و ۴۴ کیلومتر طول است.

## نگارخانه

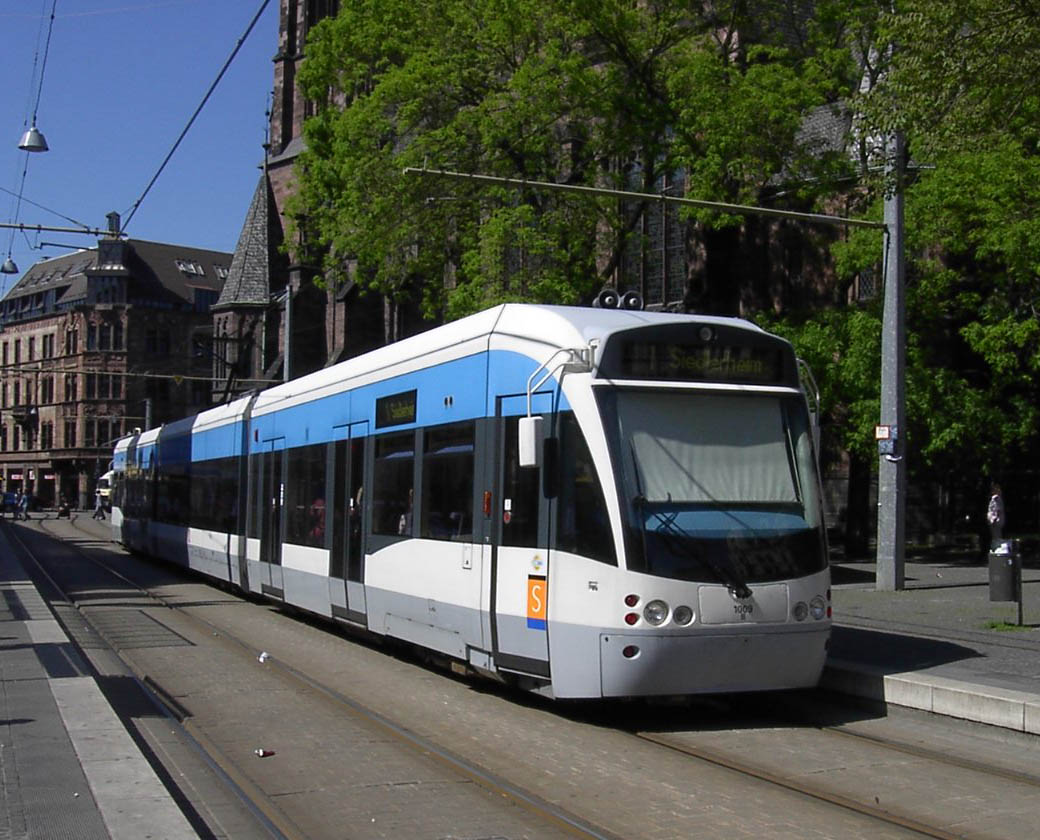
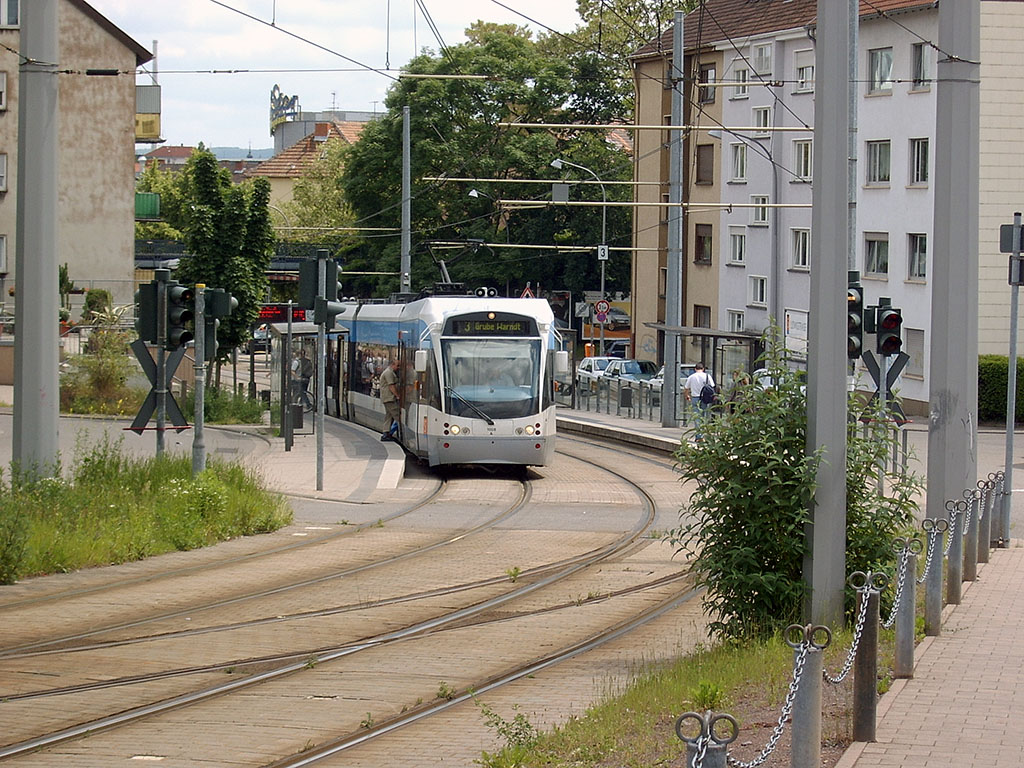
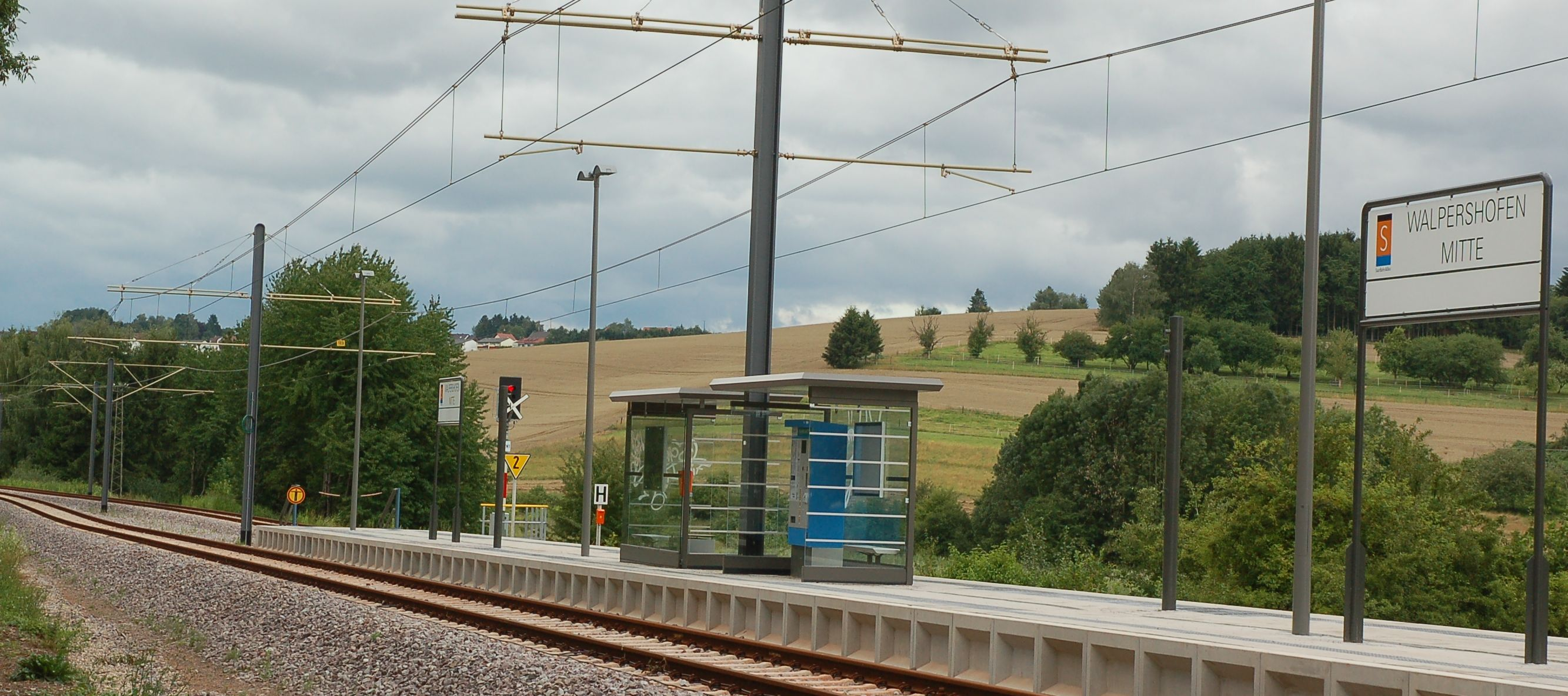
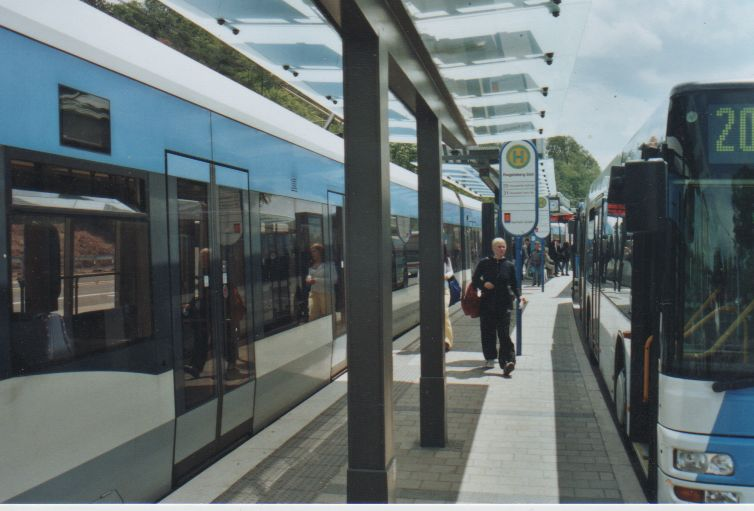
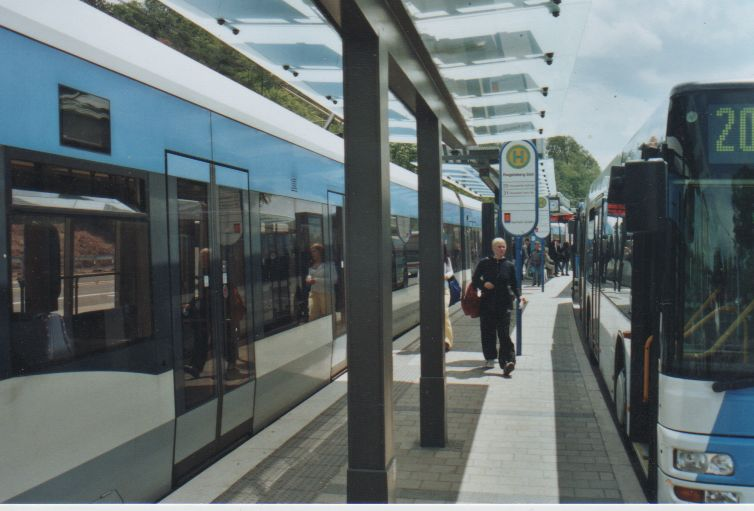